# Angelica Armitano
Angelica Armitano (Savigliano, 10 giugno 1991) è una calciatrice italiana, di ruolo difensore.

## Carriera
Angelica si appassiona al calcio fin da giovanissima, decidendo di tesserarsi con il Caraglio Calcio, società dell'omonima cittadina della provincia di Cuneo e giocando con le formazioni giovanili miste fino al raggiungimento dell'età massima prevista dalle normative federali per giocare con i ragazzi.
All'età di 14 anni riesce a trovare un accordo con il Cuneo San Rocco, società che gestisce una formazione di calcio interamente femminile iscritta al campionato di Serie C regionale, allora quarto livello del campionato italiano, e che le dà l'opportunità di continuare l'attività agonistica iniziando un sodalizio che durerà oltre dieci anni.
Dopo i primi anni di Serie C e le prime vittorie di Coppa Piemonte, al termine della stagione 2008-2009 conquista il primo posto e la conseguente promozione in Serie B per la stagione successiva. Al primo anno di Serie B ottiene con le compagne il quarto posto nel girone A e la conseguente salvezza, tuttavia segue la squadra nel ripescaggio a completamento organico della stagione 2010-2011 facendo un ulteriore salto di livello, la Serie A2. Condivide con la società la permanenza in A2 per tre stagioni, la 2012-2013 l'ultima della serie per la riforma del campionato italiano, riuscendo sempre a ottenere la salvezza. La prima stagione di Serie B, tornata a essere secondo livello dal campionato 2013-2014, è per il Cuneo San Rocco un campionato di vertice, combattuto fino al termine del Girone A con il Luserna al quale viene strappata la prima posizione il 4 maggio 2014, alla tredicesima ed ultima giornata di ritorno, nella partita casalinga vinta dalle biancorosse per 1 a 0. Con questo risultato riesce a vincere il campionato con 58 punti con 17 vittorie, 7 pareggi e 2 sconfitte su 26 partite, conquistando così il diritto di partecipare al campionato di Serie A 2014-2015. Armitano, confermata anche per la stagione entrante, festeggia quindi la definitiva ascesa al campionato di vertice partita otto anni prima dalla Serie C.
Con la promozione il club cambia tipologia societaria, diventando una associazione sportiva dilettantistica, e ragione sociale in Cuneo Calcio Femminile, iscrivendosi al campionato con la nuova denominazione e integrando in rosa alcuni nuovi acquisti per puntare alla salvezza. Il campionato si rivelerà ostico per Armitano e compagne, che per completare il nuovo assetto della Serie A prevede la retrocessione di ben sei squadre al termine del campionato. Il Cuneo riesce solo occasionalmente a uscire dalla parte bassa della classifica al cui termine, con 24 punti grazie alle 8 vittorie, nessun pareggio e 18 sconfitte, si classifica alla decima posizione e la conseguente retrocessione in cadetteria. Armitano colleziona 25 presenze su 26 incontri, dovendo scontare una giornata di squalifica, la diciannovesima, a seguito del cartellino rosso rimediato il 28 febbraio 2015, al 69' della partita persa 6-0 con l'AGSM Verona.
Confermata anche per la stagione di Serie B 2015-2016, la squadra, iscritta alla stagione entrante nel girone C, grazie alla maggior caratura tecnica dell'organico riesce a conquistare posizioni di vertice già nella prima parte del campionato impensierito solo dal Castelfranco, confermando il risultato a fine stagione conquistando la prima posizione imbattuto a 58 punti, uno in più delle rivali del Castelfranco secondo classificato, e riconquistando la promozione in Serie A dopo un solo anno. La determinazione in fase di interdizione di Armitano è sottolineata dai tre cartellini gialli subiti nel corso della stagione.
Al ritorno in Serie A, la squadra si mantiene stabile al settimo posto dalla sesta all'ultima giornata, conquistando al termine del campionato la matematica salvezza ed evitando i play-out con il Chieti grazie alla differenza superiore a 7 punti come previsto dal regolamento. Armitano, impiegata in tutti i 22 incontri di campionato, sigla la sua prima rete in Serie A il 22 aprile 2017, alla diciannovesima giornata, siglando al 52' la rete del parziale 2-1 sulle avversarie dell'L.F. Jesina, incontro poi terminato 2-2, alla quale si aggiunge una al Musiello Saluzzo nel triangolare di Coppa Italia.
Con la decisione presa nell'estate 2017 dalla dirigenza del Cuneo nel cedere il titolo sportivo alla Juventus, la società svincola tutte le loro tesserate. Armitano trova un accordo con l'Amicizia Lagaccio per disputare con la società genovese il campionato di Serie B 2017-2018.

## Palmarès

### Club
- Campionato italiano di Serie B: 1

Cuneo: 2015-2016